# US Open-mesterskabet i damedouble 2015
US Open-mesterskabet i damedouble 2015 er den 127. turnering om US Open-mesterskabet i damedouble. Turneringen er en del af US Open 2015 og bliver spillet i USTA Billie Jean King National Tennis Center i Flushing, Queens, New York City, USA i perioden 2. – 13. september 2015.
Jekaterina Makarova og Jelena Vesnina var forsvarende mestre, men Makarova valgte ikke at deltage. I stedet forsvarede Vesnina sin titel sammen med Eugenie Bouchard.
Mesterskabet blev vundet af Martina Hingis og Sania Mirza, som i finalen besejrede Casey Dellacqua og Jaroslava Sjvedova med 6-3, 6-3, og som dermed ikke tabte et eneste sæt i turneringen. Dette var Hingis og Mirzas anden grand slam-titel som par – den første blev vundet to måneder tidligere ved Wimbledon-mesterskaberne. Det var schweizerens første US Open-titel i damedouble siden hun for første gang vandt mesterskabet i 1998 sammen med Jana Novotná, og i alt var det hendes 20. grand slam-titel i karrieren. Det var til gengæld første gang, at Sania Mirza vandt US Open-mesterskabet i damedouble, og det var femte gang i karrieren, at hun kunne rejse hjem med en grand slam-titel.
Casey Dellacqua tabte en grand slam-finale i damedouble for sjette gang i karrieren, og hun havde derfor fortsat sin første grand slam-titel tilgode.

## Pengepræmier og ranglistepoint
Den samlede præmiesum til spillerne i damedouble androg US$ 2.463.800 (ekskl. per diem), hvilket var en stigning på 8,4 % i forhold til 2014.
| Resultat                   | Pengepræmier | Pengepræmier | Ændring ift. 2014 | WTA-point |
| Resultat                   | Pr. par      | Total        | Ændring ift. 2014 | WTA-point |
| -------------------------- | ------------ | ------------ | ----------------- | --------- |
| Vinder (1 par)             | $ 570.000    | $ 570.000    | +9,6 %            | 2.000     |
| Finalist (1 par)           | $ 275.000    | $ 275.000    | +10,0 %           | 1.300     |
| Semifinalister (2 par)     | $ 133.150    | $ 266.300    | +7,0 %            | 780       |
| Kvartfinalister (4 par)    | $ 67.675     | $ 270.700    | +9,0 %            | 430       |
| Tabere i 3. runde (8 par)  | $ 35.025     | $ 280.200    | +8,9 %            | 240       |
| Tabere i 2. runde (16 par) | $ 21.700     | $ 347.200    | +8,2 %            | 130       |
| Tabere i 1. runde (32 par) | $ 14.200     | $ 454.400    | +6,2 %            | 10        |
| Samlet præmiesum           | -            | $ 2.463.800  | +8,4 %            | -         |

## Turnering

### Deltagere
Turneringen havde deltagelse af 64 par, der var fordelt på:
- 57 direkte kvalificerede par i form af deres ranglisteplacering.
- 7 par, der havde modtaget et wild card.

#### Seedede par
De 16 bedst placerede af deltagerne på WTA's verdensrangliste i double blev seedet. Eftersom det andenseedede par derefter meldte afbud, blev der seedet yderligere et par.
| Seedning | Spillere                              | Resultat     |
| -------- | ------------------------------------- | ------------ |
| 1        | Martina Hingis Sania Mirza            | Vinder       |
| 2        | Bethanie Mattek-Sands Lucie Šafářová  | Meldte afbud |
| 3        | Tímea Babos Kristina Mladenovic       | Tredje runde |
| 4        | Casey Dellacqua Jaroslava Sjvedova    | Finale       |
| 5        | Caroline Garcia Katarina Srebotnik    | Kvartfinale  |
| 6        | Raquel Kops-Jones Abigail Spears      | Tredje runde |
| 7        | Andrea Hlaváčková Lucie Hradecká      | Tredje runde |
| 8        | Garbiñe Muguruza Carla Suárez Navarro | Anden runde  |
| 9        | Chan Hao-Ching Chan Yung-Jan          | Kvartfinale  |

| Seedning | Spillere                                       | Resultat     |
| -------- | ---------------------------------------------- | ------------ |
| 10       | Hsieh Su-Wei Anastasia Rodionova               | Anden runde  |
| 11       | Sara Errani Flavia Pennetta                    | Semifinale   |
| 12       | Alla Kudrjavtseva Anastasija Pavljutjenkova    | Kvartfinale  |
| 13       | Michaëlla Krajicek Barbora Strýcová            | Tredje runde |
| 14       | Anabel Medina Garrigues Arantxa Parra Santonja | Anden runde  |
| 15       | Lara Arruabarrena Andreja Klepač               | Kvartfinale  |
| 16       | Julia Görges Klaudia Jans-Ignacik              | Første runde |
| 17       | Karin Knapp Roberta Vinci                      | Tredje runde |

#### Wild cards
Syv par modtog et wild card til turneringen.
| Spiller                              | Resultat     |
| ------------------------------------ | ------------ |
| Kaitlyn Christian Sabrina Santamaria | Første runde |
| Melanie Oudin Jessica Pegula         | Første runde |
| Nicole Gibbs Taylor Townsend         | Anden runde  |
| Irina Falconi Anna Tatishvili        | Første runde |
| Asia Muhammad Maria Sanchez          | Anden runde  |
| Maya Jansen Erin Routliffe           | Første runde |
| Tornado Alicia Black Ingrid Neel     | Anden runde  |

### Resultater

#### Kvartfinaler, semifinaler og finale
| Martina Hingis |
| Sania Mirza    |

| Chan Hao-Ching |
| Chan Yung-Jan  |

| Martina Hingis |
| Sania Mirza    |

| Lara Arruabarrena |
| Andreja Klepač    |

| Sara Errani     |
| Flavia Pennetta |

| Sara Errani     |
| Flavia Pennetta |

| Martina Hingis |
| Sania Mirza    |

| Alla Kudrjavtseva |
| A. Pavljutjenkova |

| Casey Dellacqua    |
| Jaroslava Sjvedova |

| Casey Dellacqua    |
| Jaroslava Sjvedova |

| Casey Dellacqua    |
| Jaroslava Sjvedova |

| Anna-Lena Grönefeld |
| Coco Vandeweghe     |

| Anna-Lena Grönefeld |
| Coco Vandeweghe     |

| Caroline Garcia    |
| Katarina Srebotnik |

#### Første, anden og tredje runde
| Martina Hingis |
| Sania Mirza    |

| Kaitlyn Christian  |
| Sabrina Santamaria |

| Martina Hingis |
| Sania Mirza    |

| Timea Bacsinszky |
| Chuang Chia-Jung |

| Timea Bacsinszky |
| Chuang Chia-Jung |

| Melanie Oudin  |
| Jessica Pegula |

| Martina Hingis |
| Sania Mirza    |

| Zarina Dijas |
| Xu Yifan     |

| Michaëlla Krajicek |
| Barbora Strýcová   |

| Vania King   |
| Zheng Saisai |

| Vania King   |
| Zheng Saisai |

| Jocelyn Rae |
| Anna Smith  |

| Michaëlla Krajicek |
| Barbora Strýcová   |

| Michaëlla Krajicek |
| Barbora Strýcová   |

| Chan Hao-Ching |
| Chan Yung-Jan  |

| Alexandra Dulgheru |
| Christina McHale   |

| Chan Hao-Ching |
| Chan Yung-Jan  |

| Sabine Lisicki    |
| Karolína Plíšková |

| Mona Barthel    |
| Laura Siegemund |

| Mona Barthel    |
| Laura Siegemund |

| Chan Hao-Ching |
| Chan Yung-Jan  |

| Oksana Kalasjnikova |
| Katalin Marosi      |

| Irina-Camelia Begu |
| Raluca Olaru       |

| Irina-Camelia Begu |
| Raluca Olaru       |

| Irina-Camelia Begu |
| Raluca Olaru       |

| Kimiko Date-Krumm |
| Mandy Minella     |

| Garbiñe Muguruza     |
| Carla Suárez Navarro |

| Garbiñe Muguruza     |
| Carla Suárez Navarro |

| Tímea Babos         |
| Kristina Mladenovic |

| Andreea Mitu    |
| Teliana Pereira |

| Tímea Babos         |
| Kristina Mladenovic |

| Klára Koukalová |
| Liang Chen      |

| Dominika Cibulková |
| M. Rybáriková      |

| Dominika Cibulková |
| M. Rybáriková      |

| Tímea Babos         |
| Kristina Mladenovic |

| Sílvia Soler Espinosa |
| M.T. Torró Flor       |

| Lara Arruabarrena |
| Andreja Klepač    |

| Nicole Gibbs    |
| Taylor Townsend |

| Nicole Gibbs    |
| Taylor Townsend |

| Alizé Cornet  |
| Magde Linette |

| Lara Arruabarrena |
| Andreja Klepač    |

| Lara Arruabarrena |
| Andreja Klepač    |

| Sara Errani     |
| Flavia Pennetta |

| Irina Falconi   |
| Anna Tatishvili |

| Sara Errani     |
| Flavia Pennetta |

| Jarmila Gajdošová |
| Ajla Tomljanović  |

| Asia Muhammad |
| Maria Sanchez |

| Asia Muhammad |
| Maria Sanchez |

| Sara Errani     |
| Flavia Pennetta |

| Madison Brengle |
| Tatjana Maria   |

| Raquel Kops-Jones |
| Abigail Spears    |

| Eugenie Bouchard |
| Jelena Vesning   |

| Eugenie Bouchard |
| Jelena Vesning   |

| Maya Jansen    |
| Erin Loutliffe |

| Raquel Kops-Jones |
| Abigail Spears    |

| Raquel Kops-Jones |
| Abigail Spears    |

| Karin Knapp   |
| Roberta Vinci |

| Denisa Allertová |
| Ana Konjuh       |

| Karin Knapp   |
| Roberta Vinci |

| Belinda Bencic     |
| Kateřina Siniaková |

| Margarita Gasparjan |
| Aleksandra Panova   |

| Margarita Gasparjan |
| Aleksandra Panova   |

| Karin Knapp   |
| Roberta Vinci |

| Monica Niculescu |
| Olga Savtjuk     |

| Alla Kudrjavtseva |
| A. Pavljutjenkova |

| Shuko Aoyama    |
| Renata Voráčová |

| Monica Niculescu |
| Olga Savtjuk     |

| Polona Hercog        |
| Mirjana Lučić-Baroni |

| Alla Kudrjavtseva |
| A. Pavljutjenkova |

| Alla Kudrjavtseva |
| A. Pavljutjenkova |

| A. Medina Garrigues |
| A. Parra Santonja   |

| Janette Husárová |
| A.K. Schmiedlová |

| A. Medina Garrigues |
| A. Parra Santonja   |

| Annika Beck  |
| Demi Schuurs |

| Jelena Janković   |
| Aleksandra Krunić |

| Jelena Janković   |
| Aleksandra Krunić |

| Jelena Janković   |
| Aleksandra Krunić |

| Olga Govortsova |
| Lesia Tsurenko  |

| Casey Dellacqua    |
| Jaroslava Sjvedova |

| Kateryna Bondarenko |
| Arina Rodionova     |

| Olga Govortsova |
| Lesia Tsurenko  |

| Daria Gavrilova     |
| Alison Van Uytvanck |

| Casey Dellacqua    |
| Jaroslava Sjvedova |

| Casey Dellacqua    |
| Jaroslava Sjvedova |

| Andrea Hlaváčková |
| Lucie Hradecká    |

| Varvara Lepchenko |
| Alison Riske      |

| Andrea Hlaváčková |
| Lucie Hradecká    |

| Tornado Alicia Black |
| Ingrid Neel          |

| Tornado Alicia Black |
| Ingrid Neel          |

| Danka Kovinić     |
| Julija Putintseva |

| Andrea Hlaváčková |
| Lucie Hradecká    |

| Anna-Lena Grönefeld |
| Coco Vandeweghe     |

| Anna-Lena Grönefeld |
| Coco Vandeweghe     |

| Svetlana Kuznetsova |
| Samantha Stosur     |

| Anna-Lena Grönefeld |
| Coco Vandeweghe     |

| Eva Hrdinová      |
| Bojana Jovanovski |

| Hsieh Su-Wei        |
| Anastasia Rodionova |

| Hsieh Su-Wei        |
| Anastasia Rodionova |

| Julia Görges         |
| Klaudia Jans-Ignacik |

| Kiki Bertens    |
| Johanna Larsson |

| Kiki Bertens    |
| Johanna Larsson |

| Ljudmyla Kitjenok |
| Nadiia Kitjenok   |

| Ljudmyla Kitjenok |
| Nadiia Kitjenok   |

| Gabriela Dabrowski |
| Alicja Rosolska    |

| Kiki Bertens    |
| Johanna Larsson |

| Madison Keys |
| Lisa Raymond |

| Caroline Garcia    |
| Katarina Srebotnik |

| Kirsten Flipkens |
| Laura Robson     |

| Kirsten Flipkens |
| Laura Robson     |

| Chan Chin-Wei |
| Darija Jurak  |

| Caroline Garcia    |
| Katarina Srebotnik |

| Caroline Garcia    |
| Katarina Srebotnik |